# Ginástica artística nos Jogos Pan-Americanos de 2011 - Barras assimétricas
A competição das barras assimétricas feminino foi um dos eventos da ginástica artística nos Jogos Pan-Americanos de 2011. Foi disputada no Complexo Nissan de Ginástica no dia 27 de outubro.

## Calendário
Horário local (UTC-6).
| Data          | Horário | Fase  |
| ------------- | ------- | ----- |
| 27 de outubro | 15:00   | Final |

## Medalhistas
| Ouro   | USA Bridgette Caquatto             |
| Prata  | USA Shawn Johnson                  |
| Bronze | MEX Marisela Cantú MEX Elsa García |

## Resultados

### Qualificação
| Pos.     | Ginasta                | Total  | Obs. |
| -------- | ---------------------- | ------ | ---- |
| 1        | USA Bridgette Caquatto | 14,625 | Q    |
| 2        | USA Shawn Johnson      | 14,400 | Q    |
| 3        | CAN Peng-Peng Lee      | 14,275 | Q    |
| 4        | MEX Marisela Cantú     | 13,650 | Q    |
| 5        | COL Bibiana Vélez      | 13,600 | Q    |
| 6        | MEX Elsa García        | 13,500 | Q    |
| 7        | COL Nathalia Sánchez   | 13,250 | Q    |
| 8        | VEN Ivet Rojas         | 13,200 | Q    |
| Reservas |                        |        |      |
| 9        | GUA Ana Sofía Gómez    | 12,825 | R    |
| 10       | CAN Kristina Vaculik   | 12,725 | R    |
| 11       | BRA Bruna Leal         | 12,650 | R    |

### Final
| Pos.              | Ginasta                | Nota D | Nota E | Pen. | Total  |
| ----------------- | ---------------------- | ------ | ------ | ---- | ------ |
| Medalha de ouro   | USA Bridgette Caquatto | 6,000  | 8,525  |      | 14,525 |
| Medalha de prata  | USA Shawn Johnson      | 5,900  | 8,600  |      | 14,500 |
| Medalha de bronze | MEX Marisela Cantú     | 5,500  | 8,125  |      | 13,625 |
| Medalha de bronze | MEX Elsa García        | 5,800  | 7,825  |      | 13,625 |
| 5                 | CAN Peng-Peng Lee      | 5,900  | 7,675  |      | 13,575 |
| 6                 | VEN Ivet Rojas         | 5,200  | 7,500  |      | 12,700 |
| 7                 | COL Nathalia Sánchez   | 5,300  | 6,950  |      | 12,250 |
| 8                 | COL Bibiana Vélez      | 5,500  | 6,650  |      | 12,150 |